# ديفيد نيوتن (عازف قيثارة)
ديفيد نيوتن (بالإنجليزية: David Newton)‏ هو عازف قيثارة بريطاني، ولد في 31 أغسطس 1964.

## وصلات خارجية
- ديفيد نيوتن على موقع ميوزك برينز (الإنجليزية)
- ديفيد نيوتن على موقع ديسكوغز (الإنجليزية)